# Tajmień
Tajmień, tajmen (Hucho taimen) – gatunek słodkowodnej ryby łososiokształtnej, największej i ewolucyjnie najstarszej w rodzinie łososiowatych (Salmonidae). Jest blisko spokrewniona z głowacicą (była klasyfikowane jako jej podgatunek H. h. taimen).

## Występowanie
Tajmień występuje w Europie i Azji – dorzecze górnej Wołgi, Uralu i Peczory. Licznie pojawia się także w rzekach Syberii oraz w rzece i dorzeczu Amuru. Historyczny, naturalny zasięg tego gatunku sięgał po Chiny, Kazachstan i Mongolię.

## Opis
Od głowacicy różni się liczbą wyrostków skrzelowych na pierwszym łuku skrzelowym (głowacica ma 16, a tajmień 11 bądź 12), osiąga również większe rozmiary (może dorastać do 2 metrów i ważyć 100 kg). Samce przed tarłem stają się bardziej jaskrawe, a dolna część płetwy grzbietowej i płetwa odbytowa stają się pomarańczowo czerwone.

## Ochrona
Na podstawie badań populacji w Ussuri (2002, 2003) w Chinach uznana za gatunek zagrożony. Gatunek zagrożony na całym terytorium swojego występowania ze względu na smaczne mięso i tradycję połowów.

## Tajmień czy tajmen?
W języku polskim Hucho taimen spotykana jest pod dwiema nazwami – tajmień i tajmen. Tajmen jest odzwierciedleniem łacińskiej nazwy, a dokładniej epitetu gatunkowego taimen, w kręgach zoologów i językoznawców uważanym za właściwą nazwę zwyczajową. Natomiast w powszechnym użyciu, również w literaturze – zarówno wędkarskiej, popularnonaukowej jak i specjalistycznej – stosowana jest nazwa tajmień wywodząca się z jęz. rosyjskiego (таймень).

## Wędkarstwo
Wysoko ceniona w wędkarstwie sportowym.